# Nigel Reo-Coker
Nigel Shola Andre Reo-Coker (* 14. Mai 1984 in Croydon) ist ein englischer Fußballspieler.

## Karriere
Nigel Reo-Coker, Sohn eines Einwanderers aus Sierra Leone, begann seine Profikarriere im Alter von 18 Jahren beim FC Wimbledon. Kurz später wurde er zum Mannschaftskapitän der Mannschaft ernannt. Damit war er der bis dato jüngste Mannschaftskapitän der Vereinsgeschichte.
Im Januar 2004 verpflichtete der West Ham United Reo-Coker. Nach anfänglichen Schwierigkeiten konnte er sich auch dort etablieren, wurde zum Mannschaftskapitän ernannt und feierte mit West Ham in der Saison 2004/05 den Aufstieg West Hams in die Premier League.
Zur Saison 2007/08 wechselte Reo-Coker nach 120 Ligaeinsätzen, in denen ihm elf Tore gelangen, von West Ham United zu Aston Villa. Dort blieb er bis zum Ende der Saison 2010/11, als sein Vertrag bei Aston Villa nicht verlängert wurde. Bis dahin hatte er in 77 Ligaspielen ein Tor für Aston Villa erzielen können.
Er wechselte daraufhin zu den Bolton Wanderers. Nach dem Abstieg der Mannschaft aus der Premier League löste Reo-Coker seinen Vertrag am Ende der Saison 2011/12 allerdings auf.
Im Oktober 2012 wechselte er für drei Monate zu Ipswich Town. Am 20. Februar 2013 wechselte er in die Major League Soccer zu den Vancouver Whitecaps. Am 21. August wurde er im Austausch für Mauro Rosales zu den CD Chivas USA geschickt. Das Franchise wurde zum Ende der Saison 2014 aufgelöst.
Reo-Coker wechselte daraufhin zum kanadischen Franchise Montreal Impact. In der Saison 2015 kam Reo-Coker auf 31 Einsätze für Impact, davon 22 von Beginn an. Zum Ende der Saison wurde der Vertrag zwischen ihm und Montreal Impact in beidseitigem Einvernehmen aufgelöst.
Er unterschrieb im Mai 2017 einen Vertrag beim norwegischen Verein Start Kristiansand, der Vertrag wurde aber bereits Ende Juni wieder aufgelöst. Einen neuen Verein fand er erst im März 2018 wieder, als er sich dem englischen Drittligisten Milton Keynes Dons anschloss.